# Lijia (köpinghuvudort i Kina, Zhejiang Sheng, lat 29,33, long 119,03)
Lijia (kinesiska: 李家镇) är en köpinghuvudort i Kina. Den ligger i provinsen Zhejiang, i den östra delen av landet, omkring 150 kilometer sydväst om provinshuvudstaden Hangzhou. Antalet invånare är 13 953. Befolkningen består av 6 810 kvinnor och 7 143 män. Barn under 15 år utgör 14,0 %, vuxna 15-64 år 67 %, och äldre över 65 år 17,0 %.
Runt Lijia är det tätbefolkat, med 383 invånare per kvadratkilometer. Närmaste större samhälle är Shouchang, 18,2 km öster om Lijia. I omgivningarna runt Lijia växer i huvudsak blandskog.
Genomsnittlig årsnederbörd är 2 198 millimeter. Den regnigaste månaden är juni, med i genomsnitt 453 mm nederbörd, och den torraste är oktober, med 69 mm nederbörd.